# Karl Załuski von Zaluskie
Carl Załuski von Zaluskie (* 28. August 1834; † 8. April 1919) war ein österreichisch-ungarischer Botschafter.

## Leben
Von 13. Juni 1878 bis 4. März 1883 war er Botschafter in Tokio, Seine Excellenz der k. und k. ausserordentliche Gesandte und bevollmächtigte Minister für China, Japan und Siam.
Von 4. März 1883 bis 26. August 1887 war er Botschafter in Teheran.